# Aplanodes sisymbrioides
Aplanodes sisymbrioides är en korsblommig växtart som först beskrevs av Rudolf Schlechter, och fick sitt nu gällande namn av Wessel Marais. Aplanodes sisymbrioides ingår i släktet Aplanodes och familjen korsblommiga växter. Inga underarter finns listade i Catalogue of Life.